# Lesquin
Lesquin je francouzská obec v departementu Nord v regionu Hauts-de-France. Žije zde přibližně 9 400 obyvatel. Je součástí aglomerace města Lille.

## Geografie

### Sousední obce
| Růžice kompasu | Ronchin          |         | Lezennes              | Růžice kompasu |
| Růžice kompasu | Faches-Thumesnil | Sever   | Sainghin-en-Mélantois | Růžice kompasu |
| Růžice kompasu | Faches-Thumesnil | Lesquin | Sainghin-en-Mélantois | Růžice kompasu |
| Růžice kompasu | Faches-Thumesnil | Jih     | Sainghin-en-Mélantois | Růžice kompasu |
| Růžice kompasu | Vendeville       | Fretin  |                       | Růžice kompasu |